# Lucio Catilio Severo Giuliano Claudio Regino
Lucio Catilio Severo Giuliano Claudio Regino (... – 150 circa) è stato un politico romano del II secolo d.C., bisnonno materno di Marco Aurelio.

## Biografia
Durante l'impero di Traiano, Lucio Catilio Severo fu nominato console suffetto nel 110. Quando invece Adriano era al potere, fu nominato dapprima governatore di Siria dal 117 al 119 e successivamente console ordinario nel 120.
Dopo il consolato divenne praefectus urbi, carica dalla quale fu rimosso nel 138 per aver disapprovato l'adozione, da parte di Adriano, di Antonino Pio, che era stato suo collega al consolato del 120. Severo aveva infatti egli stesso l'aspirazione di essere associato all'impero.
Severo era il bisnonno materno di Marco Aurelio, in quanto padre (o patrigno) di Domizia Lucilla, la nonna del futuro imperatore. Severo era inoltre amico di Plinio il Giovane, che gli aveva indirizzato alcune sue lettere.